# Премія НАН України імені З. І. Некрасова
Пре́мія і́мені Зо́та Ілліча́ Некра́сова — премія, встановлена НАН України за видатні наукові роботи в галузі металургії.
Премію засновано постановою Президії НАН України № 228 від 20 червня 1997 року та названо на честь видатного ученого-металурга, організатора науки, академіка Академії наук УРСР Зота Ілліча Некрасова. Перше вручення відбулося у 2000 році за результатами конкурсу 1999 року.
Починаючи з 2007 року Премію імені З. І. Некрасова присуджує Відділення фізико-технічних проблем матеріалознавства НАН України з щотри роки.

## Лауреати премії
| Рік  | Тема | Лауреати                                  | Коротко про лауреата |
| ---- | --- | ----------------------------------------- | --- |
| 1998 | Цикл робіт «Розробка теоретичних основ управління розподілом шихти та газів, удосконалення технології і обладнання сучасних доменних печей»                            | Большаков Вадим Іванович                  | професор, доктор технічних наук, директор Інституту чорної металургії НАН України                                                                                        |
| 1998 | Цикл робіт «Розробка теоретичних основ управління розподілом шихти та газів, удосконалення технології і обладнання сучасних доменних печей»                            | Учитель Олександр Давидович               | професор, доктор технічних наук, завідувач кафедрою Криворізького металургійного факультету                                                                              |
| 1998 | Цикл робіт «Розробка теоретичних основ управління розподілом шихти та газів, удосконалення технології і обладнання сучасних доменних печей»                            | Шутильов Фелікс Михайлович                | |
| 2000 | Цикл праць «Розробка теоретичних основ і створення нових технологічних процесів підвищення якості металів шляхом обробки розплавів заглибленими плазмовими струменями» | Найдеко Володимир Леонтійович             | академік НАН України, директор Фізико-технологічного інституту металів та сплавів НАН України                                                                            |
| 2000 | Цикл праць «Розробка теоретичних основ і створення нових технологічних процесів підвищення якості металів шляхом обробки розплавів заглибленими плазмовими струменями» | Нарівський Анатолій Васильович            | кандидат технічних наук, старший науковий співробітник Фізико-технологічного інституту металів та сплавів НАН України                                                    |
| 2000 | Цикл праць «Розробка теоретичних основ і створення нових технологічних процесів підвищення якості металів шляхом обробки розплавів заглибленими плазмовими струменями» | Мовчан Василь Максимович                  | науковий співробітник Фізико-технологічного інституту металів та сплавів НАН України                                                                                     |
| 2002 | Цикл праць «Технологічні засади нетрадиційної малококсової і безкоксової доменної плавки»                                                                              | Лялюк Віталій Павлович                    | професор, доктор технічних наук, завідувач кафедрою металургійних технологій Криворізького металургійного факультету                                                     |
| 2002 | Цикл праць «Технологічні засади нетрадиційної малококсової і безкоксової доменної плавки»                                                                              | Товаровський Йосип Григорович             | професор, доктор технічних наук, науковий співробітник відділу металургії чавуну Інституту чорної металургії ім. З. І. Некрасова НАН України                             |
| 2004 | Робота «Розробка технологій та магнітодинамічного обладнання для дозованого розливання залізовуглецевих розплавів»                                                     | Горюк Максим Степанович                   | кандидат технічних наук, науковий співробітник відділу магнітної гідродинаміки Фізико-технологічного інституту металів та сплавів НАН України                            |
| 2004 | Робота «Розробка технологій та магнітодинамічного обладнання для дозованого розливання залізовуглецевих розплавів»                                                     | Дубодєлов Віктор Іванович                 | член-кореспондент НАН України, професор, доктор технічних наук, завідувач відділу магнітної гідродинаміки Фізико-технологічного інституту металів та сплавів НАН України |
| 2004 | Робота «Розробка технологій та магнітодинамічного обладнання для дозованого розливання залізовуглецевих розплавів»                                                     | Погорський Віктор Костянтинович           | кандидат технічних наук, старший науковий співробітник відділу магнітної гідродинаміки Фізико-технологічного інституту металів та сплавів НАН України                    |
| 2008 | Цикл праць «Розвиток технологічних основ брикетування техногенних ресурсів гірничо-металургійного комплексу України»                                                   | Носков Валентин Олександрович (посмертно) | доктор технічних наук, старший науковий співробітник Інституту чорної металургії ім. З. І. Некрасова НАН України                                                         |
| 2008 | Цикл праць «Розвиток технологічних основ брикетування техногенних ресурсів гірничо-металургійного комплексу України»                                                   | Маймур Борис Микитович                    | кандидат технічних наук, старший науковий співробітник Інституту чорної металургії ім. З. І. Некрасова НАН України                                                       |
| 2008 | Цикл праць «Розвиток технологічних основ брикетування техногенних ресурсів гірничо-металургійного комплексу України»                                                   | Куцин Володимир Семенович                 | кандидат технічних наук, генеральний директор ВАТ «Нікопольський завод феросплавів»                                                                                      |
| 2011 | Монографія «Теория и технология тонколистовой прокатки (численный анализ и технические приложения)»                                                                    | Мазур Валерій Леонідович                  | член-кореспондент НАН України, головний науковий співробітник Фізико-технологічного інституту металів та сплавів НАН України                                             |
| 2011 | Монографія «Теория и технология тонколистовой прокатки (численный анализ и технические приложения)»                                                                    | Ноговіцин Олексій Володимирович           | доктор технічних наук, завідувач відділу Фізико-технологічного інституту металів та сплавів НАН України                                                                  |
| 2014 | Цикл праць «Фізико-хімічні закономірності взаємодії рідких та твердих фаз в металургійних процесах»                                                                    | Гаврилюк Володимир Петрович (посмертно)   | член-кореспондент НАН України, заступник директора Фізико-технологічного інституту металів та сплавів НАН України                                                        |
| 2014 | Цикл праць «Фізико-хімічні закономірності взаємодії рідких та твердих фаз в металургійних процесах»                                                                    | Верховлюк Анатолій Михайлович             | доктор технічних наук, керівник Центру колективного користування приладами «Лабораторія газового аналізу в металах і сплавах» НАН України                                |
| 2014 | Цикл праць «Фізико-хімічні закономірності взаємодії рідких та твердих фаз в металургійних процесах»                                                                    | Василюк П. М.                             | |
| 2017 | Цикл праць «Використання високоміцного чавуну — шлях до підвищення зносостійкості змінних деталей ґрунтообробної сільгосптехніки»                                      | Гогаєв Казбек Олександрович               | член-кореспондент НАН України, завідувач відділу Інституту проблем матеріалознавства ім. І. М. Францевича НАН України                                                    |
| 2017 | Цикл праць «Використання високоміцного чавуну — шлях до підвищення зносостійкості змінних деталей ґрунтообробної сільгосптехніки»                                      | Подрезов Юрій Миколайович                 | доктор фізико-математичних наук, завідувач відділу Інституту проблем матеріалознавства ім. І. М. Францевича НАН України                                                  |
| 2017 | Цикл праць «Використання високоміцного чавуну — шлях до підвищення зносостійкості змінних деталей ґрунтообробної сільгосптехніки»                                      | Волощенко Сергій Михайлович               | кандидат технічних наук, старший науковий співробітник Інституту проблем матеріалознавства ім. І. М. Францевича НАН України                                              |
| 2020 | за цикл праць "Розвиток ресурсозберігаючих технологічних рішень для безперервного розливання металу на ділянці «проміжний ківш–кристалізатор МБЛЗ»                     | Смірнов Олексій Миколайович               | доктор технічних наук, завідувач відділу Фізико-технологічного інституту металів та сплавів НАН України                                                                  |
| 2020 | за цикл праць "Розвиток ресурсозберігаючих технологічних рішень для безперервного розливання металу на ділянці «проміжний ківш–кристалізатор МБЛЗ»                     | Верзілов Олексій Павлович                 | кандидат технічних наук, докторант Фізико-технологічного інституту металів та сплавів НАН України                                                                        |